# Umberto Eco

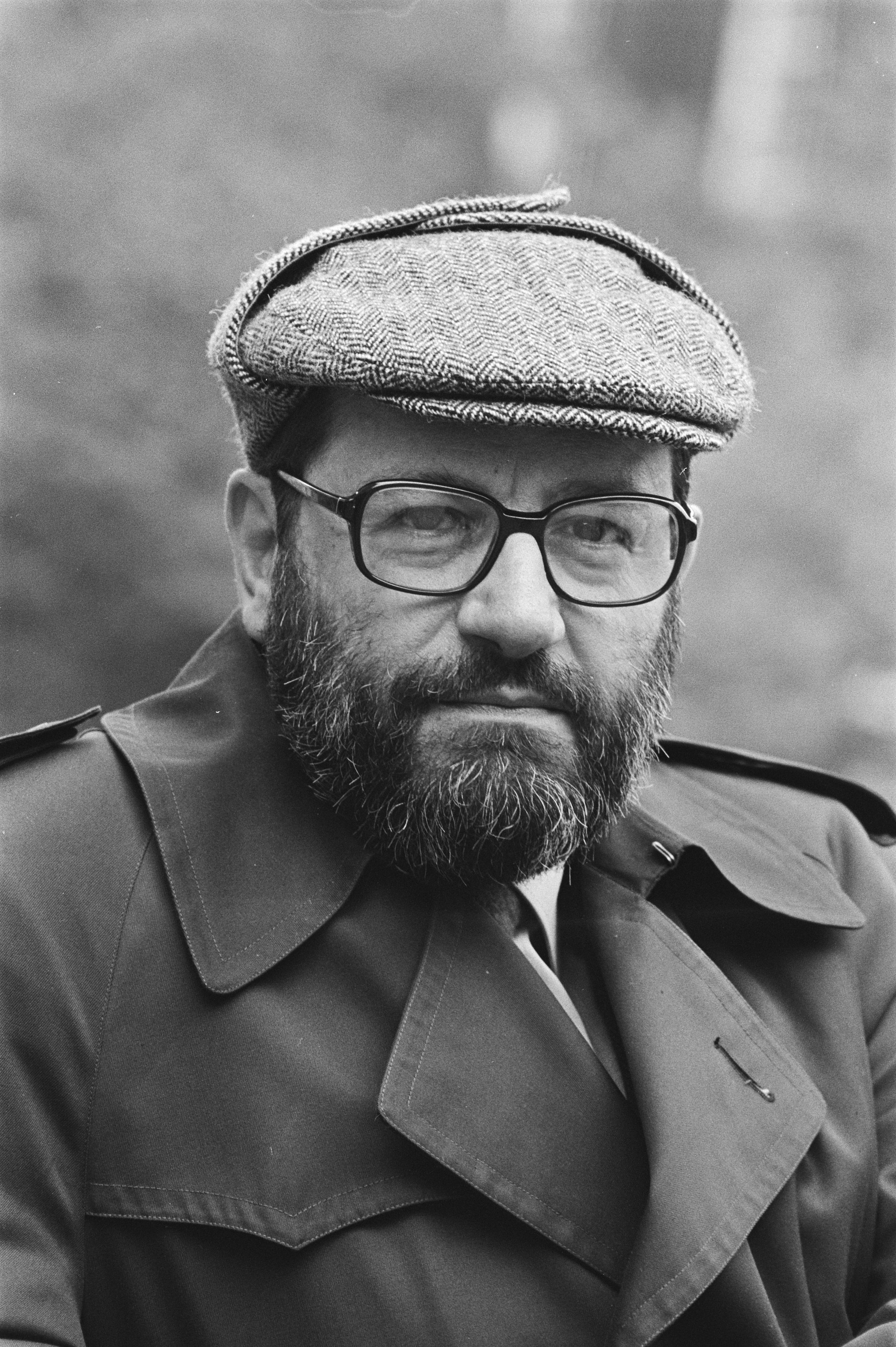
Umberto Eco, 1984

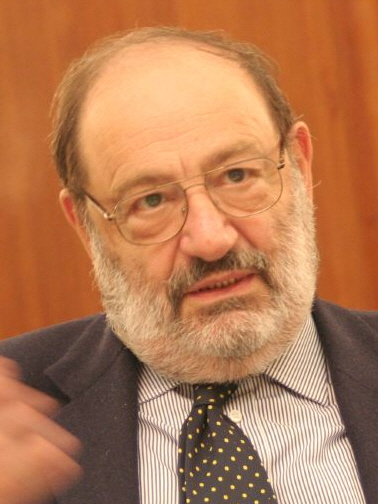
Umberto Eco, 2010

Umberto Eco (* 5. Januar 1932 in Alessandria, Piemont; † 19. Februar 2016 in Mailand, Lombardei) war ein italienischer Schriftsteller, Kolumnist, Philosoph, Medienwissenschaftler und einer der bekanntesten Semiotiker sowie Philologe der zweiten Hälfte des 20. Jahrhunderts. Durch seine Romane, allen voran Der Name der Rose (im Original erschienen 1980), wurde er weltberühmt. Daneben verfasste er wissenschaftliche Werke, Kinderbücher, regelmäßige Zeitungsbeiträge und Sachbücher.

## Leben

### Herkunft und Werdegang
Seine Kindheit und Jugend verbrachte Eco als Sohn einer kleinbürgerlichen Familie – der Vater Giulio Eco war Buchhalter – in der südpiemontesischen Provinzhauptstadt Alessandria und deren Umgebung, die ihn stark prägten. Über die Stadt und die Landschaft, den Charakter und die Grundstimmung der dort lebenden Menschen sowie den Alltag in den dreißiger und frühen vierziger Jahren unter dem Regime des italienischen Faschismus ließ Eco sich später an mehreren Stellen direkt oder indirekt aus, so z. B. unverhüllt autobiographisch in dem Text „Das Wunder von San Baudolino“ (am Ende des Bandes Wie man mit einem Lachs verreist) und in diversen „Streichholzbriefen“, aber auch literarisch eingekleidet in den Romanen Das Foucaultsche Pendel (wo unter anderem die Zeit des Partisanenkrieges 1944–1945 mit konkreten Situationen aus dem Leben des jungen Eco erzählt wird), Die Insel des vorigen Tages und Baudolino (deren Protagonisten beide aus der Gegend von Alessandria stammen, der eine im barocken 17. Jahrhundert, der andere im mittelalterlichen 12. Jahrhundert, in dem er unter anderem die Gründung der Stadt im Jahre 1168 miterlebt) und besonders ausführlich in seinem fünften Roman, Die geheimnisvolle Flamme der Königin Loana, worin die Kindheits- und Jugendjahre Ecos geschildert werden. Prägend waren dabei offenbar die Erfahrungen, die der zwölf- bis dreizehnjährige Eco in einem kleinen Bergdorf im südlichen Piemont machte, wo seine Familie 1943–1945 Schutz vor den Bombardierungen suchte und er im letzten Kriegsjahr Kämpfe zwischen Partisanen und Faschisten aus der Nähe miterlebte.
1948 begann Eco – entgegen dem Wunsch seines Vaters, der ihn zu einer Karriere als Rechtsanwalt drängte – ein Studium der Philosophie und Literaturgeschichte an der Universität Turin, das er 1954 bei Luigi Pareyson mit einer Dissertation über die Ästhetik bei Thomas von Aquin abschloss. Danach ging Eco zum damals noch ganz jungen italienischen Fernsehen (RAI) in Mailand, wo er ein Kulturprogramm aufzubauen versuchte. 1956 erschien sein erstes Buch, eine erweiterte Fassung seiner Dissertation unter dem Titel Il problema estetico in San Tommaso („Das ästhetische Problem beim heiligen Thomas“). Drei Jahre später verließ Eco das Fernsehen und wurde Sachbuchlektor in dem Mailänder Verlag Bompiani, für den er bis 1975 tätig blieb (und in dem auch bis 2015, s. u., fast alle seine Bücher erschienen sind). Zugleich war er im Umfeld des Gruppo 63 aktiv, einer der literarischen Bewegung der Neoavanguardia zugerechneten Gruppierung. Mit dem 1962 erschienenen Buch Opera aperta (deutsch: Das offene Kunstwerk, erschienen 1973) wurde er schlagartig als brillanter Kulturtheoretiker bekannt, der 1963 seine akademische Karriere als Dozent für Ästhetik und visuelle Kommunikation am Polytechnikum in Mailand begann, um sie über eine Zwischenstation an der Universität in Florenz schließlich an der Universität Bologna (der ältesten Universität Europas) zu beenden. Sein schon 1968 (auf Deutsch 1973) erschienenes Buch Einführung in die Semiotik gilt seitdem auch international als Standardwerk.
1975 erhielt er eine ordentliche Professur für Semiotik mit Lehrstuhl an der Universität Bologna. Seit 1999 leitete er die dortige Scuola Superiore di Studi Umanistici. Im Oktober 2007 zog er sich aus der aktiven Lehrtätigkeit zurück und war ab 2008 Professor emeritus der Universität Bologna.
Eco erfuhr zahlreiche Ehrungen und Auszeichnungen sowohl gesellschaftlicher wie akademischer Art, darunter allein (bis 2014) von 39 Universitäten weltweit die Ehrendoktorwürde – in Deutschland von der FU Berlin 1998 – und die Mitgliedschaft des Ordens Pour le Mérite für Wissenschaften und Künste (1999) sowie das Große Verdienstkreuz mit Stern des Verdienstordens der Bundesrepublik Deutschland (2009).

### Literarisches Werk und Positionen
Mit seinem 1980 (deutsch: 1982) erschienenen ersten Roman Der Name der Rose erregte Eco weltweites und seinerzeit völlig überraschendes Aufsehen als Romancier. Auch sein 1988 erschienener Roman Das Foucaultsche Pendel sowie die vier folgenden Romane (1994, 2000, 2004 und 2010, s. u.) wurden in alle Weltsprachen übersetzt. Einem breiteren Publikum ist der Name Umberto Eco daher vor allem durch diese literarischen Werke bekannt, in denen er bei aller Freude am farbigen Erzählen und an spannenden Plots ausgiebig von Zitaten und Montagetechniken Gebrauch macht, was zu ihrer Charakterisierung als den postmodernen Romanen schlechthin geführt hat. Er selbst stand dem Begriff der Postmoderne eher skeptisch gegenüber und zog es vor, von Intertextualität zu sprechen, d. h. von der inneren Verflechtung und Verwobenheit aller literarischen Texte miteinander. Sehr plastisch wird dieser Gedanke an einer zentralen Stelle in Der Name der Rose ausgedrückt, wo der Erzähler Adson sagt:
„Bisher hatte ich immer gedacht, die Bücher sprächen nur von den menschlichen oder göttlichen Dingen, die sich außerhalb der Bücher befinden. Nun ging mir plötzlich auf, dass die Bücher nicht selten von anderen Büchern sprechen, ja, dass es mitunter so ist, als sprächen sie miteinander. Und im Licht dieser neuen Erkenntnis erschien mir die Bibliothek noch unheimlicher. War sie womöglich der Ort eines langen und säkularen Gewispers, eines unhörbaren Dialogs zwischen Pergament und Pergament? Also etwas Lebendiges, ein Raum voller Kräfte, die durch keinen menschlichen Geist gezähmt werden können, ein Schatzhaus voller Geheimnisse, die aus zahllosen Hirnen entsprungen sind und weiterleben nach dem Tod ihrer Erzeuger? Oder diese fortdauern lassen in sich?“
Eco nannte Jorge Luis Borges und James Joyce als die beiden modernen Autoren, „die ich am meisten geliebt habe und von denen ich am stärksten beeinflusst worden bin“.

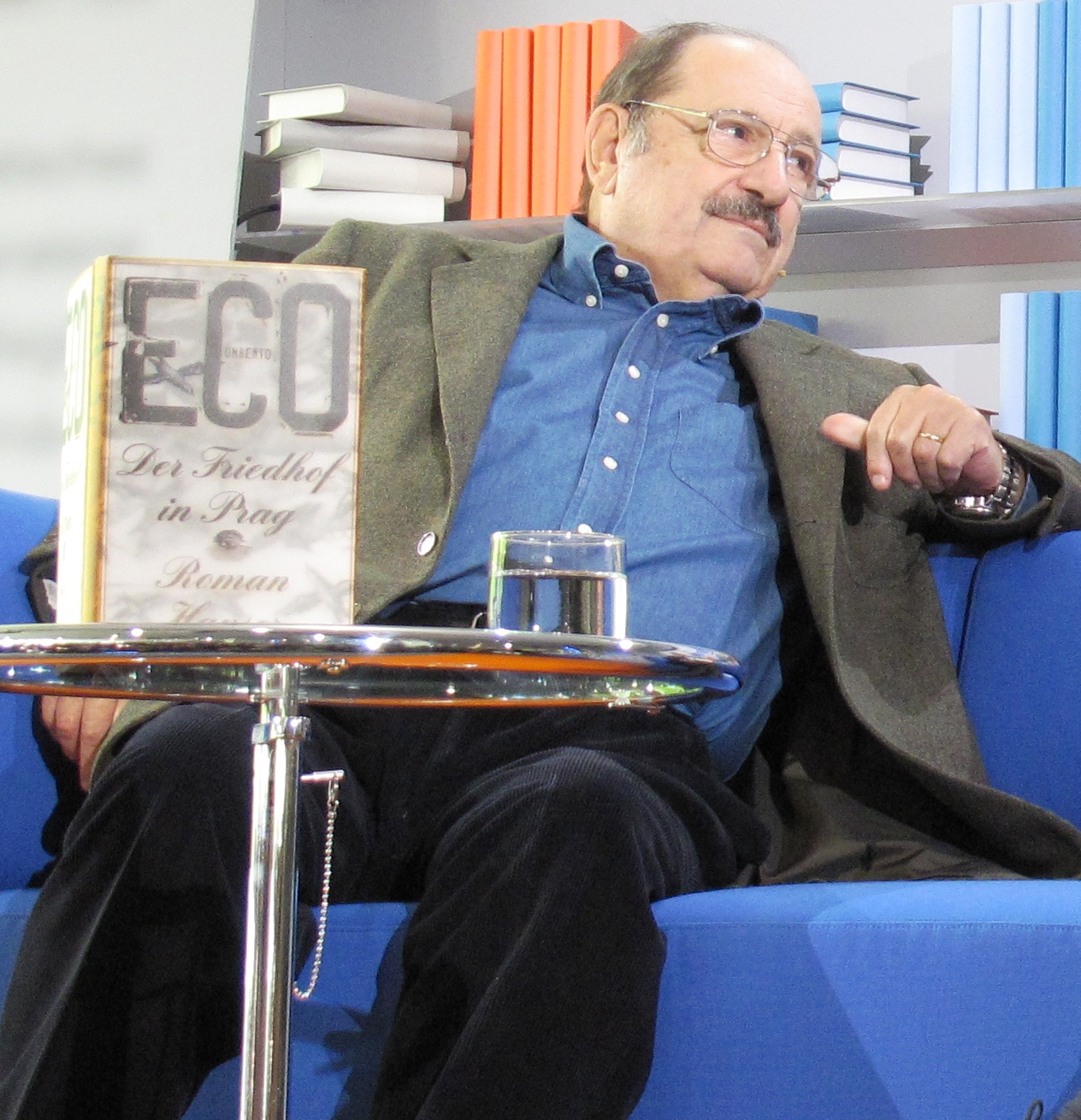
Eco auf der Frankfurter Buchmesse 2011

Als Bürger und politischer Autor war Eco zudem ein aktiver und vehementer Gegner von Silvio Berlusconi. In zahlreichen Zeitungs- und Zeitschriftenartikeln hat er dessen Politik scharf kritisiert. Noch kurz vor der Wahl im April 2006, die Berlusconi dann knapp verlor, veröffentlichte Eco seine gesammelten politischen Schriften nochmals in Buchform unter dem Titel Im Krebsgang voran: Heiße Kriege und medialer Populismus (deutsch: Frühjahr 2007).
Seit 1985 schrieb er regelmäßig – erst wöchentlich, ab 1998 vierzehntäglich – eine Kolumne in der Wochenzeitschrift L’Espresso unter dem Titel La Bustina di Minerva (deutsch: „Streichholzbriefe“). Er war Mitgründer und -herausgeber der Internetzeitschrift Golem l’Indispensabile. 2002 gründete er zusammen mit Freunden und Gleichgesinnten (darunter die Architektin Gae Aulenti und der Schriftsteller und Germanist Claudio Magris) die Gruppe Libertà e Giustizia, die sich – in Anlehnung an die Widerstandsbewegung Giustizia e Libertà gegen den Mussolini-Faschismus – als intellektuelle Opposition gegen die Politik von Silvio Berlusconi verstand.
Am 25. April 1995 hielt Eco einen Vortrag an der Columbia University in New York, der später unter dem Titel Der ewige Faschismus veröffentlicht wurde. In diesem Vortrag beschreibt Eco vierzehn Merkmale, die den „ewigen“ Faschismus auszeichnen, den er auch „Ur-Faschismus“ nennt.
2005 wurde Umberto Eco in dem englischen Magazin Prospect nach Noam Chomsky und vor Richard Dawkins zum zweitwichtigsten Intellektuellen weltweit gewählt. Im April 2010 erschien die erste Biografie (Leben und Werk) über ihn.

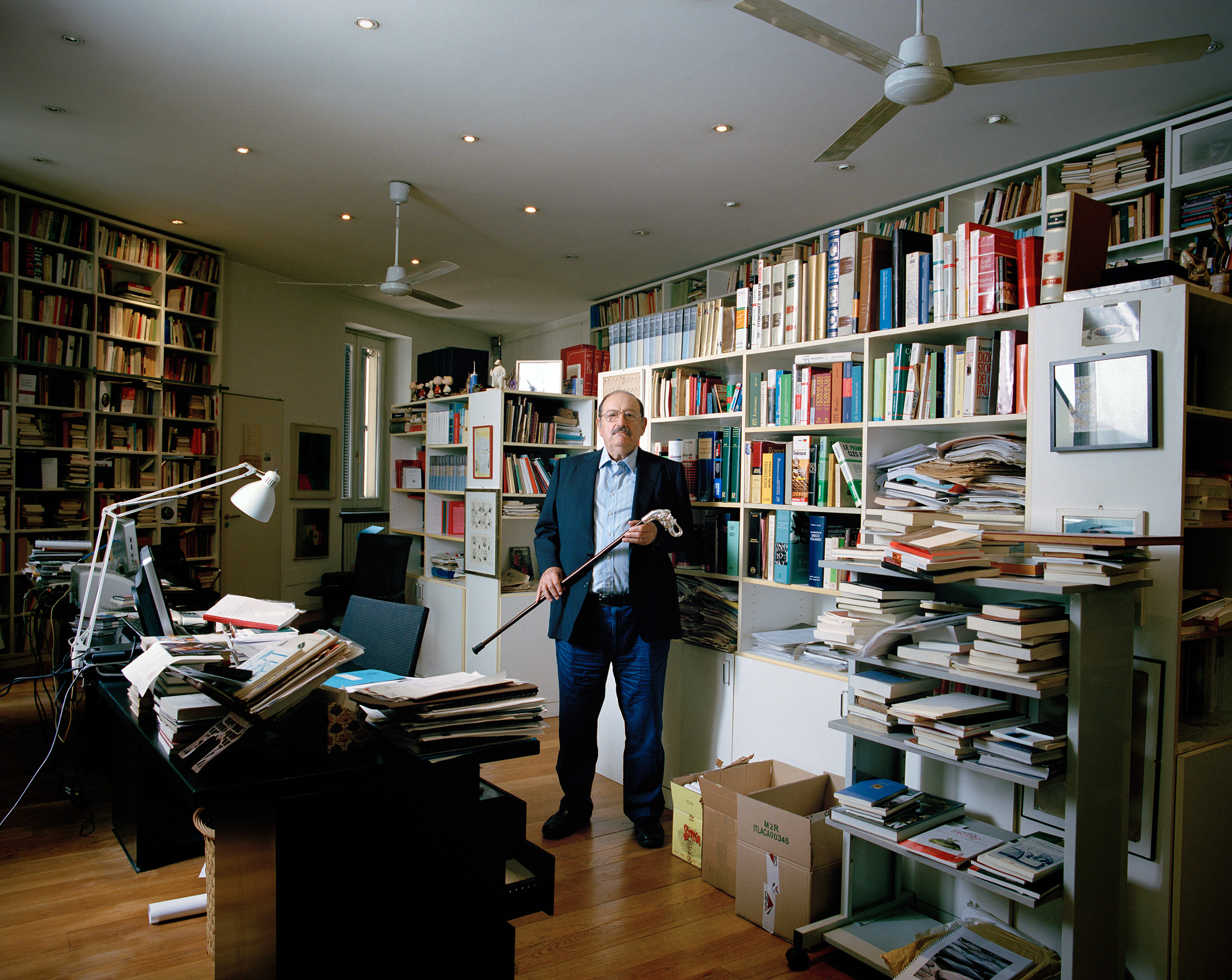
Umberto Eco, Mailand 2011

Nachdem sich Eco schon in dem Roman Das Foucaultsche Pendel ausführlich mit dem Thema Verschwörungstheorien befasst hat, ist dies auch in dem 2010 erschienenen Roman Der Friedhof in Prag das zentrale Thema. Eco schafft mit seinem fiktiven Ich-Erzähler Simon Simonini einen berufsmäßigen Fälscher, den er als Hauptautor der Protokolle der Weisen von Zion einführt.
Nachdem Silvio Berlusconis Verlagsgruppe Mondadori im Oktober 2015 die Rizzoli-Verlagsgruppe „RCS Libri“ mit dem Verlag Bompiani, bei dem Umberto Eco bisher veröffentlichte, übernommen hatte, veröffentlichte Eco unter dem neu gegründeten Verlag La Nave di Teseo, der auf einen Vorschlag Ecos hin in Anspielung auf das Paradoxon des Schiffs des Theseus benannt wurde. Verlegerin von La Nave di Teseo ist die ehemalige Bompiani-Chefin Elisabetta Sgarbi.

### Persönliches
Von 1962 bis zu seinem Tod war Eco mit Renate Ramge, einer in Frankfurt am Main geborenen Expertin für Museums- und Kunstdidaktik, verheiratet. Sie bekamen einen Sohn und eine Tochter.
Umberto Eco starb am späten Abend des 19. Februar 2016 im Alter von 84 Jahren in seiner Mailänder Wohnung an den Folgen einer Krebserkrankung der Bauchspeicheldrüse. Eco fand seine letzte Ruhestätte in einer privaten Familienkapelle auf dem Cimitero Monumentale in Mailand.
Seine umfangreiche Privatbibliothek wurde nach mehrjährigen Verhandlungen mit den Erben Anfang 2021 vom Ministerium für Kulturgüter und kulturelle Aktivitäten erworben. Für die über 30.000 Titel neuzeitlicher Werke soll in Bologna eine eigene nach Umberto Eco benannte Bibliothek als Teil der Universitätsbibliothek entstehen, in der auch sein Arbeitszimmer rekonstruiert werden soll. Die vor dem 20. Jahrhundert entstandenen Werke, etwa 1200 Titel, 36 Inkunabeln sowie 380 Bände, die zwischen dem 17. und 19. Jahrhundert entstanden sind, werden der Biblioteca Nazionale Braidense in Mailand zugeführt.

## Auszeichnungen

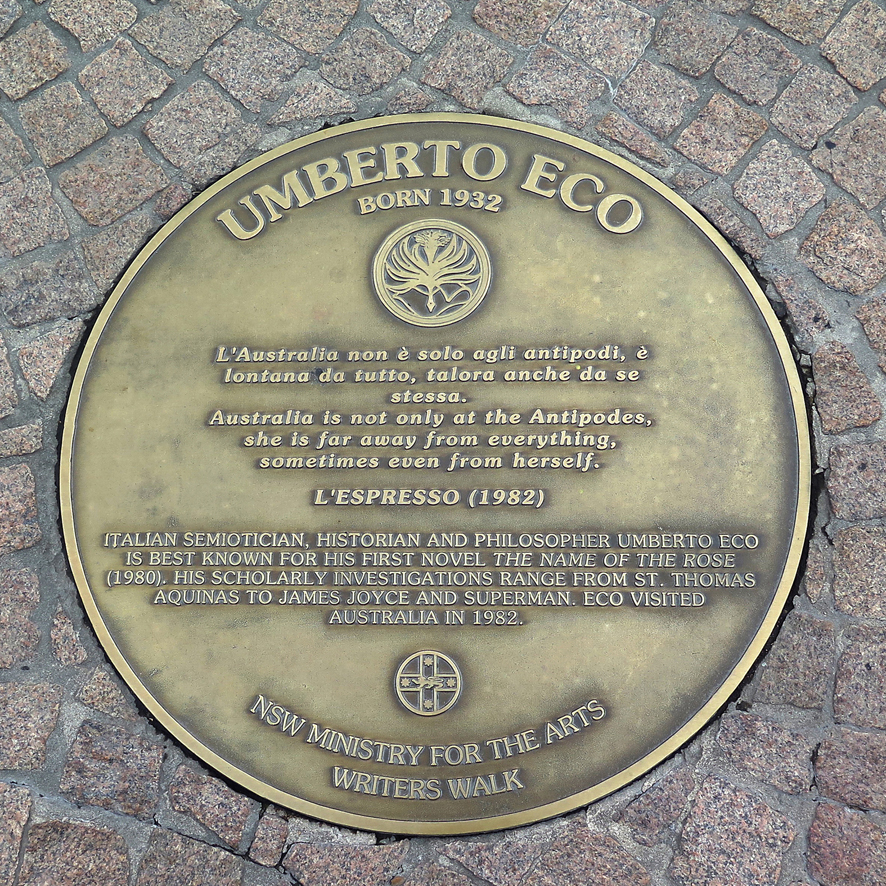
Umberto-Eco-Plakette im Sydney Writers Walk

### Ehrendoktorwürden
- 1985: Katholieke Universiteit Leuven
- 1986: Odense Universitet, Dänemark
- 1987: Loyola University Chicago
- 1987: State University of New York
- 1987: Royal College of Art, London
- 1988: Brown University
- 1989: Universität Paris III – Sorbonne Nouvelle
- 1989: Universität Lüttich
- 1990: Universität Sofia
- 1990: University of Glasgow
- 1990: Universität Complutense Madrid
- 1992: University of Kent, Canterbury
- 1993: Indiana University
- 1994: Universität Tel Aviv
- 1994: Universidad de Buenos Aires
- 1995: Universität Athen
- 1995: Laurentian University, Sudbury (Ontario)
- 1996: Akademie der Bildenden Künste Warschau
- 1996: Universität Ovidius Constanța
- 1996: Santa Clara University, Kalifornien
- 1996: Universität Tartu
- 1997: Universität Grenoble
- 1997: Universität Kastilien-La Mancha
- 1998: Lomonossow-Universität, Moskau
- 1998: Freie Universität Berlin
- 2000: Université du Québec à Montréal
- 2001: Open University
- 2002: Rutgers University
- 2002: Hebräische Universität Jerusalem
- 2002: Universität Siena
- 2004: Universität der Franche-Comté, Besançon
- 2005: Universität Reggio Calabria
- 2007: Universität Ljubljana
- 2008: Universität Uppsala
- 2009: Pontifical Institute Toronto
- 2010: Universität Sevilla
- 2010: Universität Paris II
- 2013: Universität Burgos
- 2014: Bundesuniversität von Rio Grande do Sul, Porto Alegre

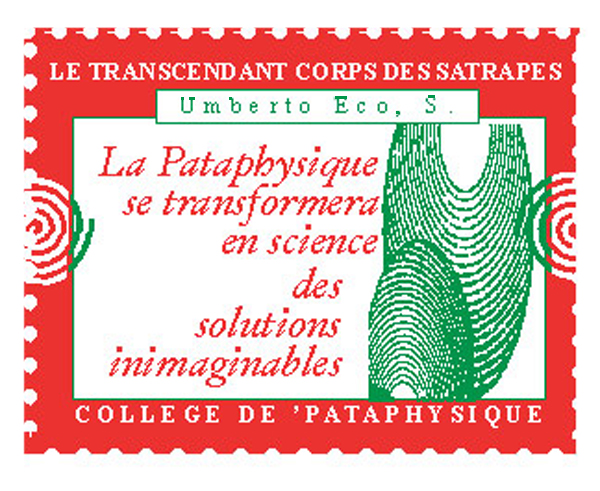
Stempel des Collège de ’Pataphysique, gewidmet dem Satrapen Umberto Eco

### Mitgliedschaften
- 1991: Honorary Fellow, Rewley House (jetzt Kellogg College), Oxford
- 1992: Mitglied der Académie Universelle des Cultures, Paris
- 1999: Ehrenmitglied der American Academy of Arts and Letters[16]
- 2001: Mitglied des Collège de ’Pataphysique
- 2002: Honorary Fellow, St Anne’s College, Oxford
- 2006: Auswärtiges Mitglied der Polnischen Akademie der Wissenschaften
- 2011: Mitglied der Accademia Nazionale dei Lincei
- 2011: Mitglied der Académie royale de Belgique

### Orden
- 1985: Commandeur de l’Ordre des Arts et des Lettres (Frankreich)
- 1993: Chevalier de la Legion d’honneur (Frankreich)
- 1996: Großkreuz des Verdienstordens der Italienischen Republik
- 1999: Pour le Mérite für Wissenschaften und Künste (Deutschland)
- 2003: Officier de la Legion d’honneur (Frankreich)
- 2009: Großes Verdienstkreuz mit Stern des Verdienstordens der Bundesrepublik Deutschland
- 2012: Commandeur de la Legion d’honneur (Frankreich)[17]

### Preise
- 1981: Premio Strega
- 1982: Prix Médicis étranger
- 1989: Premio Bancarella
- 2001: Österreichischer Staatspreis für Europäische Literatur
- 2014: Gutenberg-Preis der Stadt Mainz[18]

## Werke (Auswahl)

### Romane
- Il nome della rosa. Mailand 1980 (dt. Der Name der Rose. Roman, übersetzt von Burkhart Kroeber. Carl Hanser, München/Wien 1982, ISBN 3-446-13363-1. Platz 1 der Spiegel-Bestsellerliste in den Jahren 1982 bis 1984)
- Il pendolo di Foucault. Mailand 1988 (dt. Das Foucaultsche Pendel. übersetzt von Burkhart Kroeber. München/Wien 1989, Platz 1 der Spiegel-Bestsellerliste vom 11. Dezember 1989 bis zum 6. Mai 1990).
- L’isola del giorno prima. 1994 (dt. Die Insel des vorigen Tages. übersetzt von Burkhart Kroeber. 1995)
- Baudolino. 2000 (dt. Baudolino. übersetzt von Burkhart Kroeber. 2001. Platz 1 der Spiegel-Bestsellerliste vom 17. September bis zum 11. November 2001)
- La misteriosa fiamma della regina Loana. 2004 (dt. Die geheimnisvolle Flamme der Königin Loana. übersetzt von Burkhart Kroeber. 2004)
- Il Cimitero di Praga. 2010 (dt. Der Friedhof in Prag. übersetzt von Burkhart Kroeber. 2011)
- Numero Zero. 2015 (dt. Nullnummer. übersetzt von Burkhart Kroeber. 2015)
Alle deutschen Übersetzungen erschienen im Carl Hanser Verlag, München, sowie als Taschenbuch bei dtv, München.

### Kinderbücher
Alle illustriert von Eugenio Carmi
- La bomba e il generale. 1966 (dt. Die Bombe und der General)
- I tre cosmonauti. 1966 (dt. Die drei Kosmonauten. übersetzt von Gerald Bisinger. 1971, Insel Verlag)
- Gli gnomi di Gnu. 1992 (dt. Die Gnome von Gnu. übersetzt von Burkhart Kroeber)
- Tre Racconti 2004 (dt. Geschichten für aufgeweckte Kinder. Sammelband übersetzt von Elise Dinkelmann, Hanser, München 2012)

### Semiotisch-philosophische und literaturkritische Werke
- Opera aperta. 1962 (dt. Das offene Kunstwerk. übersetzt von Günter Memmert. Suhrkamp, Frankfurt/M. 1973).
- La struttura assente. 1968 (dt. Einführung in die Semiotik. übersetzt von Jürgen Trabant. Fink, München 1972)
- Segno. 1973 (dt. Zeichen. Einführung in einen Begriff und seine Geschichte. übersetzt von Günter Memmert. Suhrkamp, Frankfurt/M. 1977)
- Trattato di semiotica generale. 1975 (dt. Semiotik. Entwurf einer Theorie der Zeichen. nach der englischen Ausgabe A Theory of Semiotics. 1976, übersetzt von Günter Memmert. Fink, München 1987, 2. korrig. Aufl. 1991)
- Il superuomo di massa. (1976)
- Lector in fabula. La cooperazione interpretativa nei testi narrativi. 1979 (dt. Lector in fabula. Die Mitarbeit der Interpretation in erzählenden Texten. übersetzt von Heinz-Georg Held, Hanser, München 1987)
- Postille a „Il nome della rosa“. 1983 (dt. Nachschrift zum Namen der Rose. übersetzt von Burkhart Kroeber. Hanser, München 1984)
- Semiotica e filosofia del linguaggio. 1984 (dt. Semiotik und Philosophie der Sprache. übersetzt von Christiane Trabant-Rommel und Jürgen Trabant. Fink, München 1985)
- I limiti dell’interpretazione. 1990 (dt. Die Grenzen der Interpretation. übersetzt von Günter Memmert. Hanser, München 1992)
- La ricerca della lingua perfetta nella cultura europea. Laterza, Rom/Bari 1993. Aus dem Italienischen von Burkhart Kroeber: Die Suche nach der vollkommenen Sprache. C. H. Beck, München 1994, ISBN 3-406-37888-9.
- Sei passegiate nei boschi narrativi. Norton Lectures. 1994 (dt. Im Wald der Fiktionen. Sechs Streifzüge durch die Literatur. Harvard-Vorlesungen. übersetzt von Burkhart Kroeber. Hanser, München 1994)
- Kant e l’ornitorinco. 1997 (dt. Kant und das Schnabeltier. übersetzt von Frank Herrmann. Hanser, München 2000)
- Tra menzogna e ironia. 1998 (dt. Lüge und Ironie. Vier Lesarten zwischen Klassik und Comic. übersetzt von Burkhart Kroeber. Hanser, München 1999)
- Sulla letteratura. 2002 (dt. Die Bücher und das Paradies. Über Literatur. übersetzt von Burkhart Kroeber. Hanser, München 2003)
- Dire quasi la stessa cosa. Esperienze di traduzione. 2003 (dt. Quasi dasselbe mit anderen Worten. Über das Übersetzen. übersetzt von Burkhart Kroeber. Hanser, München 2006)
- Confessions of a Young Novelist. Richard Ellmann Lectures in Modern Literature, Harvard University Press, 2011 (dt. Bekenntnisse eines jungen Schriftstellers. übersetzt von Burkhart Kroeber. Hanser, München 2011, ISBN 978-3-446-23762-9).

### Kulturkritische und andere Werke
- Diario minimo. 1963 (dt. Platon im Striptease-Lokal. Parodien und Travestien. übersetzt von Burkhart Kroeber. 1990)
- Apocalittici e integrati. 1964 u. 1978 (dt. Apokalyptiker und Integrierte. Zur kritischen Kritik der Massenkultur. übersetzt von Max Looser. Fischer, Frankfurt/M. 1984)
- Come si fa una tesi di laurea. 1977 (dt. Wie man eine wissenschaftliche Abschlußarbeit schreibt. Doktor-, Diplom- und Magisterarbeit in den Geistes- und Sozialwissenschaften. übersetzt von Walter Schick. C. F. Müller, Heidelberg 1989)
- Il costume di casa. Evidenze e misteri dell’ideologia italiana. („Heimische Sitten und Bräuche. Evidenzen und Mysterien der italienischen Ideologie“) 1973, Dalla periferia dell’impero. („Von den Rändern des Reiches“) 1977, und Sette anni di desiderio. („Sieben Jahre Verlangen“) 1983 (jeweils Mailand; dt. Über Gott und die Welt. Essays und Glossen. Auswahl aus den drei Bänden, übersetzt von Burkhart Kroeber. Carl Hanser, München/Wien 1985, ISBN 3-446-13933-8). Publikationen aus den Jahren 1967 bis 1983.[19]
- De Bibliotheca 1981 (dt. Die Bibliothek. übersetzt von Burkhart Kroeber. Hanser, München 1987)
- Sugli specchi e altri saggi. 1985 (dt. Über Spiegel und andere Phänomene. Auswahl, übersetzt von Burkhart Kroeber. Hanser, München 1988)
- Arte e bellezza nell’estetica medievale. 1987 (dt. Kunst und Schönheit im Mittelalter. übersetzt von Günter Memmert. Hanser, München 1991)
- Il secondo diario minimo. 1992 (dt. Wie man mit einem Lachs verreist und andere nützliche Ratschläge. Auswahl, übersetzt von Günter Memmert und Burkhart Kroeber. Hanser, München 1993)
- La ricerca della lingua perfetta nella cultura europea. 1993 (dt. Die Suche nach der vollkommenen Sprache. übersetzt von Burkhart Kroeber. Reihe „Europa bauen“, C. H. Beck, München 1994)
- (Auswahl aus den Bustine di Minerva von 1986 bis 1993): Das alte Meer und das Buch. Neue Streichholzbriefe. übersetzt von Burkhart Kroeber. Hanser, München 1995.
- In cosa crede chi non crede? mit Carlo Maria Martini u. a., 1996 (dt. Woran glaubt, wer nicht glaubt? übersetzt von Burkhart Kroeber und Karl Pichler. Zsolnay, Wien 1998)
- Cinque scritti morali. 1997 (dt. Vier moralische Schriften. übersetzt von Burkhart Kroeber. Hanser, München 1998)
- La Bustina di Minerva. 2000 (dt. Derrick oder die Leidenschaft für das Mittelmaß. Auswahl, übersetzt von Burkhart Kroeber. Hanser, München 2000)
- Storia della Bellezza. a cura di U. E., 2004 (dt. Die Geschichte der Schönheit. hrsg. v. U. E., übersetzt von Friederike Hausmann u. Martin Pfeiffer. Hanser, München 2004)
- (Auswahl aus den Bustine di Minerva von 2000 bis 2006): Schüsse mit Empfangsbescheinigung. Neue Streichholzbriefe. ausgewählt, übersetzt und eingerichtet von Burkhart Kroeber. Hanser, München 2006.
- A passo di gambero. Guerre calde e populismo mediatico. 2006 (dt. Im Krebsgang voran. Heiße Kriege und medialer Populismus. übersetzt von Burkhart Kroeber. Hanser, München 2007)
- La memoria vegetale e altri scritti di bibliofilia. 2006 (dt. Die Kunst des Bücherliebens. übersetzt von Burkhart Kroeber. Hanser, München 2009)
- Storia della Bruttezza. a cura di U. E., 2007 (dt. Die Geschichte der Hässlichkeit. hrsg. von U. E., übersetzt von Friederike Hausmann, Petra Kaiser und Sigrid Vagt. Hanser, München 2007)
- Vertigine della lista. 2009 (dt. Die unendliche Liste. übersetzt von Barbara Kleiner. Hanser, München 2009)
- mit Jean-Claude Carrière: N’espérez pas vous débarrasser des livres. 2009 (dt. Die große Zukunft des Buches. Gespräche mit Jean-Philippe de Tonnac, übersetzt von Barbara Kleiner. Hanser, München 2010)
- Storia delle terre e dei luoghi leggendari. 2013 (dt. Die Geschichte der legendären Länder und Städte. übersetzt von Martin Pfeiffer und Barbara Schaden. Hanser, München 2013, ISBN 978-3-446-24382-8)
- Costruire il nemico e altri scritti occasionali, 2011 (dt. Die Fabrikation des Feindes und andere Gelegenheitsschriften. übersetzt von Burkhart Kroeber. Hanser, München 2014, ISBN 978-3-446-23999-9).
- Pape Satàn Aleppe. Cronache di una società liquida, 2016 (dt. Pape Satàn. Chroniken einer flüssigen Gesellschaft oder Die Kunst, die Welt zu verstehen. Auswahl, übersetzt von Burkhart Kroeber, Hanser, München 2017, ISBN 978-3-446-25442-8).
- Sulle spalle dei giganti. Lezioni alla Milanesiana 2001–2015, 2017 (dt. Auf den Schultern von Riesen. Das Schöne, die Lüge und das Geheimnis, übersetzt von Martina Kempter und Burkhart Kroeber. Hanser, München 2019, ISBN 978-3-446-26186-0).
- Il fascismo eterno + Migrazioni e intolleranza, 2018–2019 (dt. Der ewige Faschismus. Mit einem Vorwort von Roberto Saviano, übersetzt von Burkhart Kroeber, Hanser, München 2020, ISBN 978-3-446-26576-9).
- Il complotto, 2021 (dt.Verschwörungen: eine Suche nach Mustern, übersetzt von Martina Kempter und Burkhart Kroeber, Carl Hanser Verlag, München 2021, ISBN 978-3-446-27143-2).

## Adaptionen

### Verfilmungen
- Der Name der Rose. Spielfilm, D/F/I 1986, Regie: Jean-Jacques Annaud, 2 h 6 min, FSK 16 (mit Sean Connery, Christian Slater, F. Murray Abraham, Ron Perlman u. a.).
- Der Name der Rose. Fernsehserie, I/D 2019, Regie: Giacomo Battiato, 8 Episoden à ca. 50 min, FSK 12 (mit John Turturro, Damian Hardung, Rupert Everett, James Cosmo u. a.).

### Hörspiele
- Der Name der Rose. BR/SWR/NDR/der Hörverlag 1986, Bearbeitung: Richard Hey, Regie: Otto Düben, 6 CDs, 5 h 31 min, ISBN 978-3-86717-792-4.
- Das Foucaultsche Pendel. WDR/BR/der Hörverlag 1990, Bearbeitung: Richard Hey, Regie: Otto Düben, 3 CDs, 3 h 37 min, ISBN 978-3-86717-791-7.
- Baudolino. SWR/NDR/der Hörverlag 2002, Bearbeitung und Regie: Leonhard Koppelmann, 5 CDs, 6 h 9 min, ISBN 978-3-86717-790-0.

### Hörbücher
- Wie man mit einem Lachs verreist. der Hörverlag 2002, gelesen von Burkhart Kroeber, 1 CD, 52 min, ISBN 978-3-89940-455-5.
- Platon im Striptease-Lokal. der Hörverlag 2003, gelesen von Axel Milberg, 1 CD, 55 min, ISBN 978-3-89940-071-7.
- Die geheimnisvolle Flamme der Königin Loana. hr/der Hörverlag 2004, inszeniert gelesen von Christian Brückner u. a., 4 CDs, 4 h 50 min, ISBN 978-3-89940-481-4.
- Der Name der Rose. rbb/der Hörverlag 2009, ungekürzt gelesen von Gert Heidenreich, 20 CDs, 26 h 17 min, ISBN 978-3-86717-566-1.
- Der Friedhof in Prag. der Hörverlag 2011, ungekürzt gelesen von Gert Heidenreich und Jens Wawrczeck, 14 CDs, 16 h 35 min, ISBN 978-3-86717-793-1.
- Geschichten für aufgeweckte Kinder. der Hörverlag 2012, gelesen von Gert Heidenreich, 1 CD, 45 min, ISBN 978-3-86717-908-9.
- Nullnummer. der Hörverlag 2015, ungekürzt gelesen von Felix von Manteuffel, 5 CDs, 6 h 6 min, ISBN 978-3-8445-1953-2.
- Der ewige Faschismus – Fünf Essays. cc-live 2020, ungekürzt gelesen von Axel Wostry, 2 CDs, 1 h 34 min, ISBN 978-3-95616-473-6.
- Verschwörungen – Eine Suche nach Mustern. der Hörverlag 2021, ungekürzt gelesen von Axel Wostry, 2 h 46 min, nur als Download verfügbar.

## Sekundärliteratur
- Giorgio Celli: Wie ich Umberto Eco umgebracht habe  dt. erschienen in Schreibheft 28. November 1986, S. 3–5.
- Hans-Jürgen Bachorski (Hrsg.): Lektüren. Aufsätze zu Umberto Ecos „Der Name der Rose“. Kümmerle, Göppingen 1985.
- Klaus Ickert, Ursula Schick: Das Geheimnis der Rose entschlüsselt. Heyne, München 1986.
- Burkhart Kroeber (Hrsg.): Zeichen in Umberto Ecos Roman „Der Name der Rose“. Aufsätze aus Europa und Amerika. Hanser, München 1987.
- Alfred Haverkamp, Alfred Heit (Hrsg.): Ecos Rosenroman. Ein Kolloquium. dtv, München 1987
- Max Kerner (Hrsg.), „ … eine finstere und fast unglaubliche Geschichte“? Mediävistische Notizen zu Umberto Ecos Mönchsroman „Der Name der Rose“. WBG, Darmstadt 1988.
- Thomas Stauder: Umberto Ecos „Der Name der Rose“. Forschungsbericht und Interpretation, mit einer kommentierten Bibliographie der ersten sechs Jahre internationaler Kritik (1980–1986). Palm & Enke, Erlangen 1988.
- Armin Burkhardt, Eberhard Rohse (Hrsg.): Umberto Eco. Zwischen Literatur und Semiotik. Verlag Ars et Scientia, Braunschweig 1991, ISBN 3-9802066-2-9.
- Manilo Talamo, I segreti del pendolo. Neapel 1989; deutsch: Das Rätsel des Foucaultschen Pendels. übersetzt von Renate Reil und Andrea Weichert, Heyne, München 1992.
- Dieter Mersch, Umberto Eco zur Einführung. Junius, Hamburg 1993 (Dissertation in Philosophie an der Technischen Universität Darmstadt)
- Max Kerner, Beate Wunsch (Hrsg.): Welt als Rätsel und Geheimnis? : Studien und Materialien zu Umberto Ecos Foucaultschem Pendel. Lang, Frankfurt am Main u. a. 1996
- Thomas Stauder (Hrsg.): „Staunen über das Sein“. Internationale Beiträge zu Umberto Ecos „Insel des vorigen Tages“. WBG, Darmstadt 1997.
- Dieter Mersch (Hrsg.): Zeichen über Zeichen. Texte zur Semiotik von Peirce bis Eco und Derrida. dtv, München 1998
- Günter Berger: Annäherungen an die Insel. Lektüren von Umberto Ecos „Die Insel des vorigen Tages“. Aisthesis, Bielefeld 1999.
- Helge Schalk: Umberto Eco und das Problem der Interpretation. Königshausen und Neumann, Würzburg 1999.[20]
- Tom Kindt, Hans-Harald Müller (Hrsg.): Ecos Echos. Das Werk Umberto Ecos: Dimensionen, Rezeptionen, Kritiken. Fink, München 2000.
- Zibaldone, Nr. 33, Siebzig Jahre Umberto Eco. Stauffenberg, Tübingen 2002, OCLC 777775427.
- Thomas Stauder: Gespräche mit Umberto Eco. Lit, Münster 2004, ISBN 3-8258-7243-2.
- Thorsten Gubatz: Umberto Eco und sein Lehrer Luigi Pareyson. Vom ontologischen Personalismus zur Semiotik (= Pontes, Band 40) Lit, Berlin / Münster 2007, ISBN 3-8258-0972-2 (Magisterarbeit Universität Freiburg im Breisgau 2007, 136 Seiten).
- Grit Fröhlich: Umberto Eco. Philosophie – Ästhetik – Semiotik. Fink, Paderborn 2009, ISBN 978-3-7705-4880-4.
- Michael Nerlich, Umberto Eco. Die Biographie. Francke, Tübingen 2010, ISBN 978-3-7720-8353-2. Rezension: [21]
- Michael Nerlich: Umberto Eco. Rowohlt, Reinbek bei Hamburg 2010, ISBN 978-3-499-50562-1.
- Erik Schilling: Der historische Roman seit der Postmoderne. Umberto Eco und die deutsche Literatur (= Germanisch-romanische Monatsschrift, Beiheft 49). Universitätsverlag Winter, Heidelberg 2012, ISBN 978-3-8253-6106-8 (Dissertation Universität München 2012, 321 Seiten).
- Erik Schilling (Hg.): Umberto Eco. Handbuch. Leben – Werk – Wirkung. J. B. Metzler Verlag, Berlin 2021, ISBN 978-3-476-05779-2.

## Film
- Umberto Eco. Der Bestsellerprofessor. Dokumentarfilm, Deutschland 2005, 38 Min., Buch und Regie: Reinhold Jaretzky, Produktion: Zauberberg Film in Koproduktion mit 3Sat, Erstausstrahlung am 9. Juli 2005, Presseportal.de
- Umberto Eco. Einmal einen Mönch vergiften. Dokumentarfilm, Deutschland, 2007, 43 Min., Buch und Regie: Reinhold Jaretzky, Produktion: Prounenfilm in Koproduktion mit BR, Arte, SF, ORF, Erstausstrahlung: 25. März 2007, Umberto Eco – Einmal einen Mönch vergiften vom HR
- Umberto Eco. Mein Leben. Dokumentarfilm, Frankreich 2012, 52 Min., Regie: Teri Wehn Damisch, Erstausstrahlung: 10. Oktober 2012, Inhaltsangabe (Memento vom 18. April 2013 im Webarchiv archive.today) von arte
- Umberto Eco – Eine Bibliothek der Welt. Dokumentarfilm, Italien 2022, 80 Min., Regie: Davide Ferrario.

## Komposition
- … della lingua perfetta. Ricerca für Stimmen und Instrumente. Mehrsprachige Radiokomposition von Bernhard König nach Motiven des Buches „Die Suche nach der vollkommenen Sprache“. (Produktion: WDR3 2002)

### Artikel
- „Bitte, sagen Sie uns die Wahrheit“, Die Welt, 1. Oktober 2004, Interview mit Eco
- „Signor Zigarrenstummel“, Süddeutsche Zeitung, 5. Januar 2007, Henning Klüver zu Ecos 75. Geburtstag
- Umberto Eco: „Die Geschichte der Hässlichkeit“ vom 7. März 2008
- Ulrich Schulz-Buschhaus: Aufsätze zu Umberto Eco
- Warum es laut Umberto Eco keine Vergessenskunst geben kann, was er dabei übersah und inwiefern absichtliches Vergessen doch möglich ist.
- „Unwiderstehlicher Zauber“, Der Spiegel, 2. November 2009, Gespräch mit Eco über Listen als Ursprung der Kultur, die Leidenschaft des Sammelns und Aufzählens und die Tragik des Internets